# Qutb al-Din Mawdud
Quṭb al-Dīn Mawdūd (in arabo قطب الدين مودود بن عماد الدين زنكي‎?; 1130 – 6 settembre 1170) fu emiro di Mosul dal 1149 al 1169.
Quarto e ultimo figlio di ʿImād al-Dīn Zengī, era il fratello minore di Norandino, atabeg (governatore) di Aleppo, e di Sayf al-Dīn Ghāzī I, a cui subentrò nel ruolo di signore di Mosul al momento della morte del fratello.

## Biografia

### Origini

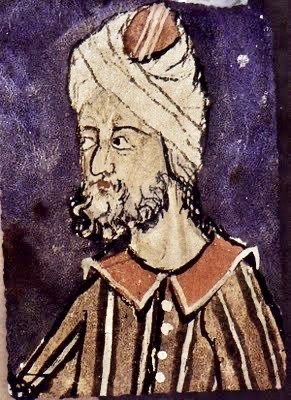
ʿImād al-Dīn Zengī, padre di Norandino

Quṭb al-Dīn era imparentato con i turchi Selgiuchidi, in quanto suo nonno paterno era Aq Sunqur al-Hajib. Quest'ultimo ricoprì la carica di atabeg (governatore) di Aleppo sotto il sultano Malik Shāh I, di cui fu peraltro stretto collaboratore e confidente.
Suo padre Zengi, da cui derivò il suo nome la dinastia degli Zengidi, divenne generale e servì vari governatori di Mosul, accompagnandoli nelle loro battaglie. Nel 1126 divenne shihna di Baghdad e dell'Iraq, mentre assunse il ruolo di atabeg di Mosul nell'anno successivo. Da quel momento, egli riuscì ad annettere varie città, tra cui Hama, Amida, Kafartab, Buza'ah (nel nord della Siria), Atarib, Saruj e, a Oriente, alcune città situate lungo il fiume Eufrate. Nel 1144, Zengi si impossessò della città di Edessa, situata lungo la rotta tra Mosul e Aleppo, sottratta ai crociati a seguito di un veloce assedio.

### Anni successivi alla morte di Zengi
Quṭb al-Dīn Mawdūd era il quarto e ultimo figlio dell'atābeg Zengi e di una madre di cui non conosciamo il nome, e fratello minore di Sayf al-Dīn Ghāzī I e Nūr al-Dīn (ricordato noto nelle fonti occidentali come Norandino). Nato nel 1130, le fonti storiche non menzionano nessuna informazione a proposito dei primi anni di vita. 
La prima volta in cui compare il suo nome nelle fonti è nel 1146, in occasione della morte del padre. Nell'estate di quell'epoca, con Norandino al seguito, Zengi condusse il suo esercito verso sud, al castello di Qal'at Ja'bar, sulla strada che conduceva dall'Eufrate a Damasco, dove il signore arabo locale rifiutava di riconoscerlo come sovrano. Il 14 settembre, a seguito di un alterco, Zengi (in stato di ubriachezza) fu assassinato nella notte da un eunuco. La sua improvvisa scomparsa «fu accolta con gioia da tutti i nemici, i quali speravano che le dispute dinastiche, conseguenza normale della morte dei principi musulmani, avrebbero sfasciato il suo reame». Mentre il cadavere non era ancora stato tumulato, Sayf al-Dīn, il suo già citato figlio primogenito, si precipitò a Mosul per impadronirsi del governo sulla città e di quanto situato in Iraq e nella Mesopotamia settentrionale. Norandino, strappato dal dito del cadavere l'anello-sigillo, simbolo del potere, corse in tutta fretta ad assicurarsi la porzione occidentale delle terre di Zengi, che includeva le ricche città di Edessa e di Aleppo. In quest'ultima località si fece proclamare signore dal generale curdo Shīrkūh.
La divisione del regno spinse gli avversari di Zengi ad approfittare del momento di caos, poiché a sud le truppe del governatore di Damasco, Muʿīn al-Dīn Unur, rioccuparono Baalbek e resero propri vassalli i governatori di Homs e Hamāʾ; a oriente, il selgiuchide Alp Arslān ibn Maḥmūd tentò invano di riprendere il potere, mentre gli Ortoqidi di Amida si reinsediarono nelle città sottratte da Zengi; nel centro, Raimondo di Antiochia condusse un'incursione fino sotto le mura di Aleppo, mentre Joscelin II, deposto dalla contea di Edessa, avviava i preparati per riconquistarla. Quṭb al-Dīn venne assegnato alla corte del fratello Sayf al-Dīn, venendo educato a Mosul e ricevette il titolo di emiro di Homs.

### Emiro di Mosul

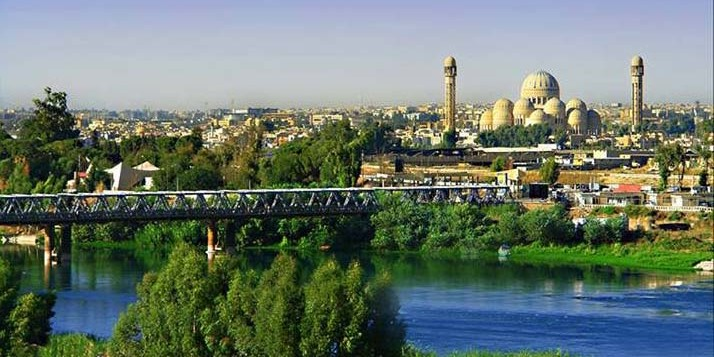
Il ponte vecchio sul fiume Tigri della città di Mosul, oggi compresa nei confini dell'Iraq

Sayf al-Dīn morì a Mosul nel 1149 e al suo posto subentrò, per scelta di Norandino, Quṭb al-Dīn, il quale ereditò Mosul e l'Iraq, prestando giuramento di fedeltà a Norandino.
Durante il suo regno a Mosul, Quṭb al-Dīn tenne prigioniero il principe selgiuchide Sulaymān Shāh bin Muḥammad bin Malik Shāh fino al 1160. Nel settembre del 1163, il re Amalrico I di Gerusalemme discese in Egitto allo scopo di conquistarlo, ma fu costretto a ritirarsi perché il Nilo era in piena. Approfittando dell'assenza di Amalrico, Norandino tentò di aggredire il più fragile degli Stati crociati, la contea di Tripoli. A questi scontri si unì anche Quṭb al-Dīn, così come alcuni nobili turchi dipendenti da Norandino. Le città di Ḥārim e Bāniyās furono aggredite con successo e Amalrico dovette fare ritorno dall'Egitto in tutta fretta. Poiché tale strategia funzionò, Norandino convinse Quṭb al-Dīn ad aiutare il fratello nella contea di Tripoli nel 1167.
I rapporti con suo fratello peggiorarono notevolmente nel 1168, quando esplosero lotte per la successione a seguito della morte di Kara Arslan, emiro ortoqida di Amida. Quṭb al-Dīn desiderava incamerare la sua eredità e Norandino fu costretto a intervenire militarmente contro di lui, in quanto aveva promesso di proteggere i diritti dei legittimi successori di Karā Arslān.
A settembre, Quṭb al-Dīn era morente e Norandino prevedeva che presto si sarebbero concretizzati problemi in merito al futuro di Mosul. Quṭb al-Dīn morì nel 1170, dopo essere stato formalmente destituito e l'incertezza sul possesso di Mosul si risolse soltanto nel 1171, quando Norandino lasciò a Sayf al-Dīn Ghāzī II, secondogenito di Quṭb al-Dīn, il titolo onorifico di signore di Mosul.

## Personalità
Le fonti lo descrivono come uno degli emiri di Mosul migliori nella sua condotta, oltre a essersi dimostrato benevolo e generoso con i suoi sudditi, «amato sia dai vecchi che dai giovani. Di indole generosa, [era anche di] buona compagnia».

### Esplicative
1. ↑  Col nome di "Franchi" erano indistintamente noti gli i cristiani europei occidentali che si recavano per partecipare alle crociate in Terra santa.

### Bibliografiche
1. ↑  Murray (2006), p. 1293.
2. ↑  Murray (2006), pp. 1293-1294.
3. 1 2 3 4  Murray (2006), p. 892.
4. 1 2  Runciman (2005), p. 485.
5. 1 2   Gli Zengidi, su islamiccoins-ancients.info. URL consultato il 19 ottobre 2023.
6. 1 2 3  Runciman (2005), p. 481.
7. ↑  Runciman (2005), pp. 481-482.
8. ↑  Runciman (2005), p. 482.
9. ↑  Richard (1999), p. 250.
10. ↑  Jones (2022), p. 211.
11. ↑  Runciman (2005), p. 566.
12. ↑  (EN) Clifford Edmund Bosworth, The Political and Dynastic History of the Iranian World, in The Cambridge History of Iran, vol. 5, Cambridge University Press, 1968,  p. 169.
13. ↑  Grousset (1998), p. 99.
14. ↑  Runciman (2005), p. 593.
15. 1 2  Runciman (2005), p. 595.
16. ↑  Runciman (2005), pp. 608-609.
17. 1 2  Runciman (2005), p. 609.
18. ↑  Murray (2006), p. 893.